# NATO-Hymne
Die NATO-Hymne ist die offizielle Hymne des westlichen Militärbündnisses.

## Geschichte
Erste Vorschläge gehen zurück bis in die 1950er Jahre. Ein früher Vorläufer war ein zeremonieller Marsch des Briten Thomas Hildebrand Preston, der 1958 anlässlich des 10-jährigen Bestehens der NATO komponiert wurde. Im Jahr 1960 schlug RAF Air Marshal Sir Edward Chilton eine kombinierte Hymnik aller 15 damaligen Mitgliedsstaaten vor. Letztlich erfolgreich blieb ein Orchesterwerk des luxemburgischen Hauptmanns André Reichling, des Dirigenten der luxemburgischen Militärkapelle. Das Stück entstand 1989 und ist rein instrumental; ein Text existiert nicht. Es wurde bei vielen offiziellen Anlässen der NATO aufgeführt und war über einen Zeitraum von drei Jahrzehnten de facto deren Hymne. Offiziell erhielt es diesen Status im Januar 2018 auf Anraten des Nordatlantikrates.